# Träskholm, Ingå
Träskholm är en ö i Finland. Den ligger i Finska viken och i kommunen Ingå i den ekonomiska regionen  Raseborg i landskapet Nyland, i den södra delen av landet. Ön ligger omkring 65 kilometer väster om Helsingfors.
Öns area är 3,4 hektar och dess största längd är 310 meter i sydöst-nordvästlig riktning.